# Goryczuszka czeska
Goryczuszka czeska (Gentianella praecox (A.Kern. & Jos.Kern.) Dostál ex E.Mayer) – gatunek rośliny z rodziny goryczkowatych. Endemit Masywu Czeskiego. W Polsce jest gatunkiem bardzo rzadkim; rośnie tylko w Sudetach Środkowych.

## Morfologia

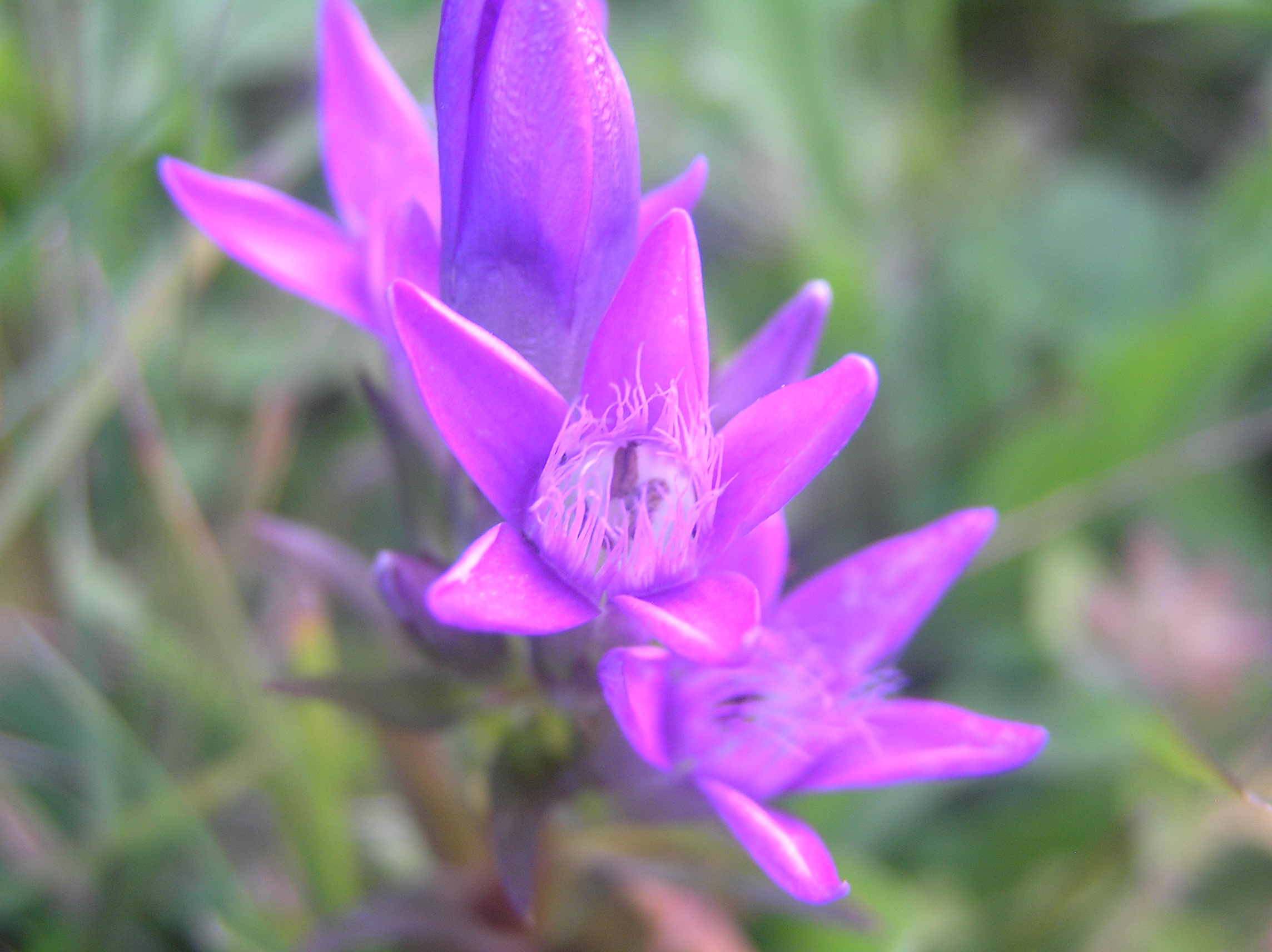
Kwiaty

ŁodygaWyprostowana, rozgałęziona, o 5–8 węzłach, do 45 cm wysokości.
LiścieLiście odziomkowe wąskojajowate do łopatkowatych, obumierają przed kwitnieniem. Liście łodygowe lancetowate do trójkątnolancetowatych, 3–4 razy dłuższe niż szersze, dłuższe od międzywęźli, najszersze w swej dolnej części, zaostrzone.
Kwiaty5-krotne, zebrane w wiechę. Kielich długości 13–19 mm, o nagich ząbkach. Ząbki dłuższe od rurki, podwinięte na brzegach. Korona dzwonkowatolejkowata, niebieskofioletowa, długości 20–35 mm. Łatki korony do 1 cm długości. Słupek na trzonku o długości 4–7 mm.
OwocTorebka otwierająca się dwiema klapami. Nasiona jajowate, jasnobrązowe, długości około 0,8 mm i szerokości około 0,7 mm, z delikatnym, dołkowatym urzeźbieniem.

## Biologia i ekologia
Roślina dwuletnia, hemikryptofit. Rośnie na łąkach, murawach, pastwiskach, zwłaszcza w murawach bliźniczkowych i murawach kserotermicznych. Kwitnie od sierpnia do października.

## Zagrożenia i ochrona
Roślina umieszczona w Polskiej czerwonej księdze roślin w grupie gatunków zagrożonych (EN) oraz na polskiej czerwonej liście w tej samej kategorii.